# 买方垄断
獨買（英語：monopsony），經濟學術語，指在一个市场上只存在一个（或少数几个且联手操控市场）买者而有许多卖者的情况。由此形成的市场称为买方垄断市场，该市场上的购买量由买方的边际价值和边际费用决定。這個術語由英國經濟學家瓊·羅賓遜在1933年的著作《不完全競爭經濟學》中提出，作為一種不完全競爭的狀況。

## 案例

### 计划经济下的就业市场
在计划经济体制下，全国只有一个雇主（买方，即政府），而求职者（卖方）却有很多，这就形成了买方垄断。因存在严重破坏经济自由的买方垄断，进而很容易滋生体制僵化、极端主义（比如中国大陆的反右和文革、苏联肃反行动等）等社会乱象。

### 美国垄断企业操控美国就业市场
在19世纪中后期至20世纪初期，美国垄断私企曾通过各种包括而不限于行贿等卑劣手段排挤竞争对手，进而垄断市场。当这些企业完成垄断后，就恶意压低雇员工资，当雇员们忍无可忍而选择跳槽时，却发现没有其它雇主可供选择。后因美国工会运动的兴起和反垄断法律的完善而得以改善。